# Cyrtocarcinus
Cyrtocarcinus is een geslacht van kreeftachtigen uit de klasse van de Malacostraca (hogere kreeftachtigen).

## Soort
- Cyrtocarcinus truncatus (Rathbun, 1906)